# Savonsaari (ö i Norra Savolax, Kuopio, lat 62,86, long 26,98)
Savonsaari är en ö i Finland. Den ligger i sjön Iisvesi, Virmasvesi och Rasvanki och i kommunen Kuopio i den ekonomiska regionen  Kuopio ekonomiska region  och landskapet Norra Savolax, i den centrala delen av landet, 300 km norr om huvudstaden Helsingfors. Öns area är 28,8 hektar och dess största längd är 0,7 kilometer i nord-sydlig riktning.